# كارولين هوارد
كارولين هوارد (بالإنجليزية: Caroline Howard Gilman) (و. 1794 – 1888 م) هي شاعرة، وروائية، وصحفية، وكاتِبة أمريكية، ولدت في بوسطن، توفيت عن عمر يناهز 94 عاماً.

## روابط خارجية
- كارولين هوارد على موقع الموسوعة البريطانية (الإنجليزية)